# Округ Акомак (Вирџинија)
Акомак (енгл. Accomack County) је округ у америчкој савезној држави Вирџинија.

## Демографија
По попису из 2010. године број становника је 33.164, што је 5.141 (-13,4%) становника мање него 2000. године.
| Група             | 2000.          | 2010.          |
| Белци             | 23.697 (61,9%) | 20.266 (61,1%) |
| Афроамериканци    | 12.089 (31,6%) | 9.303 (28,1%)  |
| Азијати           | 86 (0,2%)      | 183 (0,6%)     |
| Хиспаноамериканци | 2.062 (5,4%)   | 2.850 (8,6%)   |
| Укупно            | 38.305         | 33.164         |